# Каз-де-Пен
Каз-де-Пен (фр. Cases-de-Pène) — муніципалітет у Франції, у регіоні Окситанія, департамент Східні Піренеї. Населення — 969 осіб (01.01.2021).
Муніципалітет розташований на відстані близько 680 км на південь від Парижа, 130 км на південний захід від Монпельє, 13 км на північний захід від Перпіньяна.

## Історія
До 2015 року муніципалітет перебував у складі регіону Лангедок-Русійон. Від 1 січня 2016 року належить до нового об'єднаного регіону Окситанія.

## Демографія
Динаміка населення (Insee ·  ):
Розподіл населення за віком та статтю (2006):
| Стать | Всього | До 15 років | 15-24 | 25-44 | 45-64 | 65-85 | Понад 85 |
| --- | ------ | ----------- | ----- | ----- | ----- | ----- | -------- |
| Чоловіки | 330    | 76          | 36    | 107   | 80    | 31    | 0        |
| Жінки | 318    | 58          | 40    | 75    | 84    | 57    | 4        |
| \| Статево-вікова піраміда \| Статево-вікова піраміда \| Статево-вікова піраміда \| \| ----------------------- \| ----------------------- \| ----------------------- \| \| Чоловіки \| Вік \| Жінки \| \| 0 \| 85 + \| 4 \| \| 0 \| 80-84 \| 4 \| \| 18 \| 75-79 \| 27 \| \| 9 \| 70-74 \| 13 \| \| 4 \| 65-69 \| 13 \| \| 0 \| 60-64 \| 4 \| \| 27 \| 55-59 \| 13 \| \| 22 \| 50-54 \| 31 \| \| 31 \| 45-49 \| 36 \| \| 40 \| 40-44 \| 22 \| \| 18 \| 35-39 \| 22 \| \| 18 \| 30-34 \| 9 \| \| 31 \| 25-29 \| 22 \| \| 18 \| 20-24 \| 27 \| \| 18 \| 15-20 \| 13 \| \| 18 \| 10-14 \| 9 \| \| 31 \| 5-9 \| 18 \| \| 27 \| 0-4 \| 31 \| |        |             |       |       |       |       |          |
| Статево-вікова піраміда |        |             |       |       |       |       |          |
| Чоловіки | Вік    | Жінки       |       |       |       |       |          |
| 0 | 85 +   | 4           |       |       |       |       |          |
| 0 | 80-84  | 4           |       |       |       |       |          |
| 18 | 75-79  | 27          |       |       |       |       |          |
| 9 | 70-74  | 13          |       |       |       |       |          |
| 4 | 65-69  | 13          |       |       |       |       |          |
| 0 | 60-64  | 4           |       |       |       |       |          |
| 27 | 55-59  | 13          |       |       |       |       |          |
| 22 | 50-54  | 31          |       |       |       |       |          |
| 31 | 45-49  | 36          |       |       |       |       |          |
| 40 | 40-44  | 22          |       |       |       |       |          |
| 18 | 35-39  | 22          |       |       |       |       |          |
| 18 | 30-34  | 9           |       |       |       |       |          |
| 31 | 25-29  | 22          |       |       |       |       |          |
| 18 | 20-24  | 27          |       |       |       |       |          |
| 18 | 15-20  | 13          |       |       |       |       |          |
| 18 | 10-14  | 9           |       |       |       |       |          |
| 31 | 5-9    | 18          |       |       |       |       |          |
| 27 | 0-4    | 31          |       |       |       |       |          |

## Економіка
2010 року серед 506 осіб працездатного віку (15—64 років) 386 були активними, 120 — неактивними (показник активності 76,3%, у 1999 році було 69,6%). З 386 активних мешканців працювали 343 особи (198 чоловіків та 145 жінок), безробітними було 43 (18 чоловіків та 25 жінок). Серед 120 неактивних 30 осіб було учнями чи студентами, 45 — пенсіонерами, 45 були неактивними з інших причин.

У 2010 році в муніципалітеті числилось 303 оподатковані домогосподарства, у яких проживали 803,5 особи, медіана доходів виносила 16 251 євро на одного особоспоживача